# Mohammed Abdelhak Zakaria
Mohammed Abdelhak Zakaria (20 juli 1974) is een Bahreins atleet van Marokkaanse oorsprong, die is gespecialiseerd in de lange afstand. Tweemaal nam hij deel aan de Olympische Spelen, maar bleef medailleloos. 

## Biografie
Op de Olympische Spelen van 2004 in Athene nam Zakaria deel aan de 5000 m. In zijn reeks eindigde hij op een vijftiende plaats in een tijd van 13.42,04, waarmee hij zich niet kon plaatsen voor de finale. Vier jaar later, op de Olympische Spelen van 2008, liep Zakaria de olympische marathon. Hij haalde de finish niet.

## Persoonlijke records
Outdoor
| Onderdeel      | Prestatie | Datum            | Plaats               |
| -------------- | --------- | ---------------- | -------------------- |
| 3000 m         | 7.40,16   | 4 maart 1998     | Casablanca           |
| 5000 m         | 13.18,19  | 8 juli 2003      | Sotteville-lès-Rouen |
| 10.000 m       | 28.07,90  | 16 juli 1999     | Rabat                |
| halve marathon | 1:01.24   | 2 september 2006 | Rijsel               |
| marathon       | 2:11.37   | 4 mei 2008       | Düsseldorf           |

## Palmares

### 5000 m
- 2002:  Aziatische Spelen – 13.43,82
- 2002:  Aziatische kampioenschappen – 14.19,92
- 2002: 7e Wereldbeker – 13.54,68

### 10.000 m
- 2002:  Aziatische Spelen – 28.46,11
- 2003:  Aziatische kampioenschappen – 30.04,13

### halve marathon
- 2006:  halve marathon van Rijsel (Lille) – 1:01.24

### marathon
- 2006: 5e marathon van Turijn – 2:15.20
- 2006: 8e marathon van Rome – 2:11.49
- 2007: DNF WK
- 2008:  marathon van Düsseldorf – 2:11.37
- 2008: DNF OS

### veldlopen (korte afstand)
- 1999: 73e WK – 13.42
- 2000: 108e WK – 12.46
- 2003: 49e WK – 11.58
- 2005: 49e WK – 12.31